# Zig-Zag (marque)
Pour les articles homonymes, voir Zigzag (homonymie).

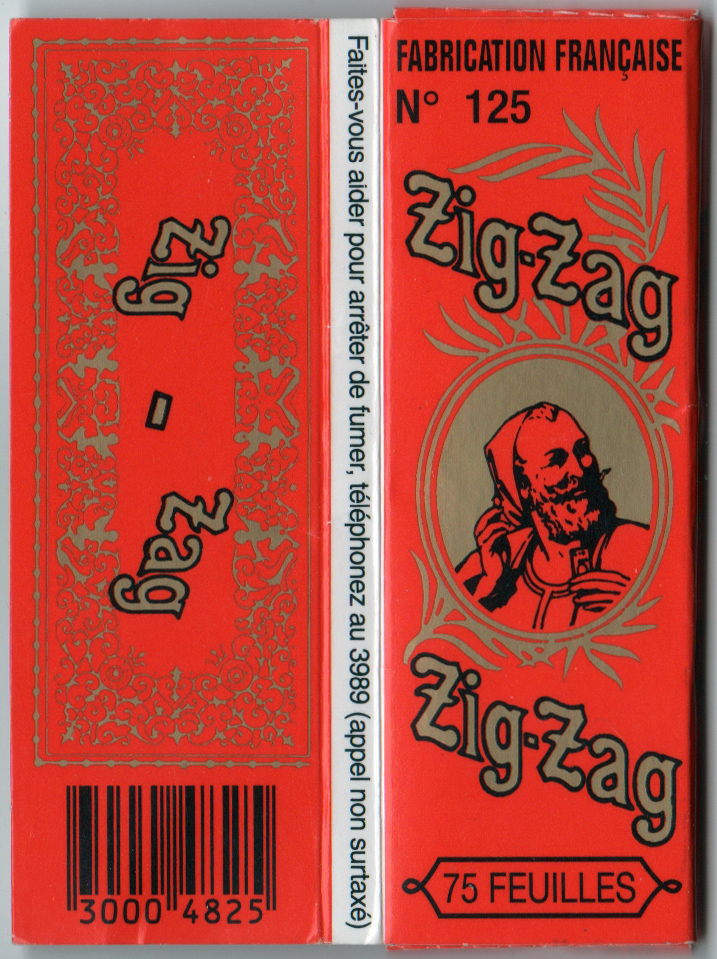
Carnet de feuilles Zig-Zag.

Zig-Zag est originellement une marque de papier à cigarette de la région de Thonon-les-Bains, en France. La société a été fondée par les frères Jacques et Maurice Braunstein. Ils ont d'abord créé une entreprise de papier à Paris en 1879, puis ont développé le procédé d'emballage en zigzag en 1894, qui a donné son nom à la marque. 
Elle appartenait au groupe Bolloré jusqu'en 2000, avec les marques OCB et JOB.
Elle est aujourd'hui la propriété de la société américaine Republic Technologies,, et est associée également à d'autres produits du tabac.